# 47ste Oscaruitreiking
De 47ste Oscaruitreiking, waarbij prijzen worden uitgereikt aan de beste prestaties in films in 1974, vond plaats op 8 april 1975 in het Dorothy Chandler Pavilion in Los Angeles, California. De ceremonie werd gepresenteerd door Sammy Davis, Jr., Bob Hope, Shirley MacLaine en Frank Sinatra.
De grote winnaar van de 47ste Oscaruitreiking was The Godfather Part II, met in totaal 11 nominaties en 6 Oscars.

## Winnaars

### Films
| Categorie               | Winnaar               | Regie                |
| ----------------------- | --------------------- | -------------------- |
| Beste Film              | The Godfather Part II | Francis Ford Coppola |
| Beste Buitenlandse Film | Amarcord              | Federico Fellini     |
| Beste Documentaire      | Hearts and Minds      | Peter Davis          |

### Acteurs
| Categorie                  | Winnaar        | Film                            |
| -------------------------- | -------------- | ------------------------------- |
| Beste Mannelijke Hoofdrol  | Art Carney     | Harry and Tonto                 |
| Beste Vrouwelijke Hoofdrol | Ellen Burstyn  | Alice Doesn't Live Here Anymore |
| Beste Mannelijke Bijrol    | Robert De Niro | The Godfather Part II           |
| Beste Vrouwelijke Bijrol   | Ingrid Bergman | Murder on the Orient Express    |

### Regie
| Categorie       | Winnaar              | Film                  |
| --------------- | -------------------- | --------------------- |
| Beste Regisseur | Francis Ford Coppola | The Godfather Part II |

### Scenario
| Categorie                | Winnaar                         | Film                  |
| ------------------------ | ------------------------------- | --------------------- |
| Beste Origineel Scenario | Robert Towne                    | Chinatown             |
| Beste Bewerkt Scenario   | Francis Ford Coppola Mario Puzo | The Godfather Part II |

### Speciale prijzen
| Categorie                        | Winnaar                     |
| -------------------------------- | --------------------------- |
| Honorary Award                   | Howard Hawks en Jean Renoir |
| Jean Hersholt Humanitarian Award | Arthur B. Krim              |